# Vangelo di Basilide
Il Vangelo di Basilide è un vangelo apocrifo andato perduto. L'autore è lo gnostico Basilide (II secolo).
Di esso ci sono giunte solo frammentarie testimonianze indirette tramite citazioni di alcuni Padri della Chiesa: Origene, Omelia su Luca; Girolamo, prologo al Commentario su San Matteo.
Probabilmente l'opera va identificata con un commentario evangelico di Basilide andato perduto, chiamato Exegetica da Clemente Alessandrino (Stromata 4,12-81) e Tractatus in Acta Archelai et Manetis (60).